# لو ون
لو ون (انگلیسی: Lu Wen؛ زادهٔ ۲۶ فوریهٔ ۱۹۹۰) بازیکن بسکتبال اهل چین است.
وی در مسابقات کشوری و بین‌المللی در مجموع برندهٔ ۱ مدال طلا، ۱ مدال نقره، ۲ مدال برنز شده‌است.